# 多芬區
多芬區是聖盧西亞的11個區之一，位於該國東北部，北鄰格羅斯伊斯勒區，東毗大西洋，南臨登內里區，西接卡斯特里區，區內廢墟的歷史可追溯至克里斯多福·哥倫布橫跨大西洋以前。其包含同名村莊，2014年併入格羅艾勒特區。

## 聚居地
- 多芬
- 蒙奇
- 格朗德昂斯